# Stazione di Castelldefels
La stazione di Castelldefels è una stazione ferroviaria situata nel comune di Castelldefels, nella provincia di Barcellona, in Catalogna.

## Storia
La stazione fu inaugurata il 29 dicembre del 1881 con la línea Barcelona - Vilanova i la Geltrú.

## Movimento
Offre un servizio di treni a media percorrenza, e fa parte della Linea R2 e della Linea R2 Sur della Cercanías di Barcellona.